# Consiglio Internazionale delle Donne
Il Consiglio Internazionale delle Donne (ICW) è un'organizzazione umanitaria femminile che opera oltre i confini nazionali per la causa comune della difesa dei diritti umani delle donne. Nel marzo e nell'aprile del 1888, le donne leader si riunirono a Washington D.C., con 80 relatrici e 49 delegate in rappresentanza di 53 organizzazioni femminili provenienti da 9 paesi: Canada, Stati Uniti, Irlanda, India, Regno Unito, Finlandia, Danimarca, Francia e Norvegia. Partecipano donne provenienti da organizzazioni professionali, sindacati, gruppi artistici e società di beneficenza. I consigli nazionali sono affiliati alla ICW e quindi si fanno sentire a livello internazionale. L'ICW gode dello status consultivo presso le Nazioni Unite e i suoi Rappresentanti Permanenti presso ECOSOC, ILO, FAO, OMS, UNDP, UNEP, UNESCO, UNICEF, UNCTAD e UNIDO.

## Inizi
Durante una visita in Europa nel 1882, le suffragette americane Elizabeth Cady Stanton e Susan B. Anthony discussero l'idea di un'organizzazione femminile internazionale con riformatori in diversi paesi. Fu formato un comitato di corrispondenza per sviluppare ulteriormente l'idea durante un ricevimento in loro onore poco prima del loro ritorno a casa. La National Woman Suffrage Association, guidata da Anthony e Stanton, organizzò l'incontro per la fondazione dell'ICW, che si riunì a Washington, DC, il 25 marzo 1888. A rappresentare la Louisiana al Woman's International Council c'era Caroline Elizabeth Merrick. L'incontro faceva parte della celebrazione del quarantesimo anniversario della Convenzione di Seneca Falls, la prima convenzione sui diritti delle donne.
Rachel Foster Avery gestì gran parte dei dettagli della pianificazione del primo incontro della ICW e Susan B. Anthony presiedette otto delle sedici sessioni. L'ICW ha redatto una costituzione e ha istituito incontri nazionali ogni tre anni e incontri internazionali ogni cinque anni.
L'inglese Millicent Garrett Fawcett fu eletta come primo presidente, ma rifiutò di prestare servizio.
Nel 1894 l'ICW si riunì a Berlino, dove Alix von Cotta disse che molti insegnanti senior erano rimasti lontani. Nel 1899 si incontrarono a Londra.
Nei primi anni gli Stati Uniti sostenevano molte delle spese dell'organizzazione e le quote dei membri statunitensi costituivano una parte significativa del budget. La maggior parte degli incontri si svolsero in Europa o Nord America e adottarono l’uso di tre lingue ufficiali: inglese, francese e tedesco, che scoraggiarono la partecipazione di donne di origine non europea. L'ICW non promosse attivamente il suffragio femminile, per non turbare i membri più conservatori.
Nel 1899 il Consiglio iniziò ad occuparsi di questioni più sostanziali, formando un Comitato Permanente Internazionale per la Pace e l'Arbitrato Internazionale. Ben presto furono istituiti altri comitati permanenti e, per il loro tramite, l'ICW fu coinvolto in questioni che andavano dal suffragio alla salute.

## Ventesimo secolo
Nel 1904 al Congresso di Berlino dell'ICW, si formò un'organizzazione separata per accogliere la forte identità femminista delle associazioni nazionali di suffragio: l'International Woman Suffrage Alliance. Il Congresso del 1909 si tenne a Toronto, in Canada, e la conferenza del 1914 ebbe luogo a Roma. Il sesto congresso si tenne nel 1920 a Oslo, in Norvegia, seguito nel 1925 dal Congresso di Washington e poi nel 1930 la conferenza si tenne a Vienna. La successiva conferenza fu un congresso congiunto dell'ICW e del Consiglio nazionale delle donne in India, ospitato a Calcutta nel 1936. Durante la seconda guerra mondiale i congressi furono sospesi.
Nel 1925 l'ICW convocò la sua prima coalizione, il Comitato Permanente Congiunto delle Organizzazioni Internazionali delle Donne, per fare pressione per la nomina delle donne nella Società delle Nazioni. Nel 1931 la Società delle Nazioni convocò un Comitato consultivo delle donne sulla nazionalità per affrontare la questione dei diritti (e della nazionalità) di una donna quando sposata con un uomo di un altro paese. Nel 1931 furono formate altre due coalizioni: il Comitato di collegamento e il Comitato per la pace e il disarmo. La costituzione dell'ICW fu rivista nel 1936. L'ICW collaborò con la Società delle Nazioni durante gli anni '20 e con le Nazioni Unite dopo la seconda guerra mondiale.
Nel 1938 il numero dei consigli affiliati all'ICW, che era diventata una delle organizzazioni internazionali femminili più conosciute e consultate, era salito a trentasei.
La seconda guerra mondiale causò una grande disorganizzazione nel lavoro del Consiglio. Alcuni consigli nazionali interruppero del tutto il loro lavoro; in altri la leadership e l'organizzazione furono disgregate. Nel 1946 l'ICW si riunì a Filadelfia per riorientare i propri sforzi e recuperare la sua precedente unità. La Conferenza rilasciò una dichiarazione in cui condannava la guerra e tutti i crimini contro l'umanità, oltre a chiedere un ruolo più attivo per le donne sulla scena nazionale e internazionale.

## Oggi
Dal 1947 l'ICW ha uno Status di Consulenza per il Consiglio economico e sociale delle Nazioni Unite (ECOSOC), il più alto accreditamento che una ONG può raggiungere nelle Nazioni Unite. Attualmente l'ICW è composto da 70 paesi ed ha un quartier generale a Parigi. Gli incontri internazionali si svolgono ogni tre anni.

## Elenco dei presidenti
| Presidente dell'ICW                                   | Durata                 | Nazionalità           |
| ----------------------------------------------------- | ---------------------- | --------------------- |
| nessuno                                               | 1888–1893              | -                     |
| Ishbel Hamilton-Gordon, marchesa di Aberdeen e Temair | 1893–1899              | Scozia                |
| May Wright Sewall                                     | 1899–1904              | Stati Uniti d'America |
| Ishbel Maria Hamilton-Gordon                          | 1904–1920              | Scozia                |
| Pauline Chaponnière-Chaix                             | 1920–1922              | Svizzera              |
| Ishbel Maria Hamilton-Gordon                          | 1922–1936              | Scozia                |
| Marthe Boël                                           | 1936–1947              | Belgio                |
| Renée Girod                                           | (ad interim) 1940–1945 | Svizzera              |
| Jeanne Eder-Schwyzer                                  | 1947–1957              | Svizzera              |
| Marie-Hélène Lefaucheux                               | 1957–1963              | Francia               |
| Mary McGeachy                                         | 1963–1973              | Canada                |
| Mehrangiz Dowlatshahi                                 | 1973–1976              | Iran                  |
| Ngarmchit Purachatra                                  | 1976–1979              | Thailandia            |
| Miriam Dell                                           | 1979–1986              | Nuova Zelanda         |
| Hong Sook-ja                                          | 1986–1988              | Corea del Sud         |
| Lily Boeykens                                         | 1988–1994              | Belgio                |
| Kuraisin Sumhadi                                      | 1994–1997              | Indonesia             |
| Pnina Herzog                                          | 1997–2003              | Israele               |
| Anamah Tan                                            | 2003–2009              | Singapore             |
| Cosima Schenk                                         | 2009–2015              | Svizzera              |
| Jungsook Kim                                          | 2015–2022              | Corea del Sud         |
| Martine Marandel                                      | 2022–                  | Francia               |

## Incontri internazionali
1888: Washington, D.C. (Primo incontro)
1894: Berlino
1899: Londra
1904: Berlino
1909: Toronto
1914: Roma
1920: Oslo
1925: Washington, D.C.
1930: Vienna
1933: Chicago
1936: Calcutta, organizzato congiuntamente dal CIT e dal Consiglio nazionale delle donne in India
1946: Filadelfia
2006: Kiev
2009: Johannesburg
2015: Seul
2015: Smirne
2018: Yogyakarta
2022: Avignone

## Archivi
I documenti del Consiglio Internazionale delle Donne sono conservati presso la Biblioteca delle Donne (The Women's Library). Altri documenti sono conservati presso la Biblioteca delle Nazioni Unite (United Nations Library) a Ginevra, la Biblioteca del Congresso (Library of Congress) a Washington, gli archivi dell'UNESCO a Parigi, il Centro internazionale di informazione e archivi per il movimento delle donne (International Information Centre and Archives for the Women's Movement) ad Amsterdam, il Centro archivistico per la storia delle donne (CARHIF) (Archive Center for Women's History) a Bruxelles, la Biblioteca Sophia Smith (Sophia Smith Library) allo Smith College, Massachusetts, la biblioteca Margaret Cousins Memorial (Margaret Cousins Memorial library) a Nuova Delhi e la Collezione Lady Aberdeen (Lady Aberdeen Collection) nelle collezioni speciali (Library Special Collections) della Biblioteca dell'Università di Waterloo (Ontario).

## Affiliati
Il Consiglio nazionale delle donne degli Stati Uniti fu fondato nel 1888 al primo incontro dell'ICW. Il Consiglio nazionale delle donne del Canada fu fondato nel 1893. Il Consiglio Nazionale delle donne francesi fu creato nel 1901, il Consiglio Nazionale delle Donne Italiane nel 1903 e il Consiglio Nazionale delle donne belghe nel 1905. Il primo consiglio nazionale delle donne australiane è stato istituito nel 1931 per coordinare gli organi statali esistenti prima della Federazione australiana.